# Chudzice (województwo wielkopolskie)
Chudzice – wieś w Polsce położona w województwie wielkopolskim, w powiecie średzkim, w gminie Środa Wielkopolska.
Wieś była wzmiankowana już w 1350. Pod koniec XIX wieku liczyła 6 dymów (domostw) i 40 mieszkańców. W latach 1975–1998 miejscowość administracyjnie należała do województwa poznańskiego. W 2011 Chudzice liczyły 86 mieszkańców.